# Srbské letectvo a protivzdušná obrana
Srbské letectvo a protivzdušná obrana (srbsky Ваздухопловство и противваздушна одбрана, Vazduhoplovstvo i protivvazdušna odbrana - ViPVO) představuje vojenské letectvo a protivzdušnou obranu srbských ozbrojených sil. ViPVO navazuje na tradici letectva Srbského království a Jugoslávie a je přímým nástupcem vzdušných sil státu Srbsko a Černá Hora, které existovaly v letech 2003 až 2006.

## Výzbroj a základny

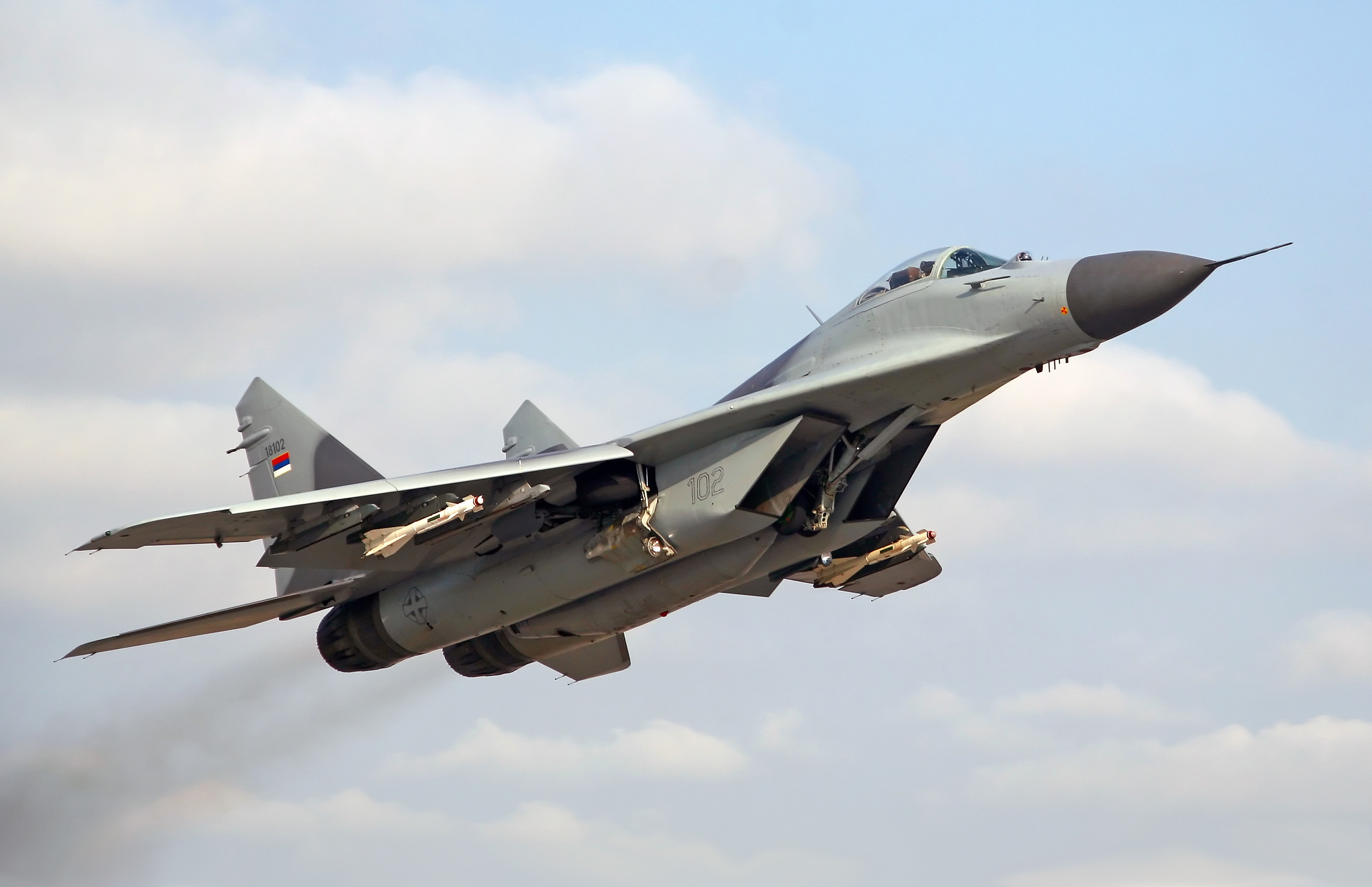
MiG-29 ViPVO

Základem letecké techniky srbského letectva je výzbroj bývalé Socialistické federativní republiky Jugoslávie, přičemž její počty zredukovala občanská válka a Operace Spojenecká síla v roce 1999. Nejvýkonnějším typem ve výzbroji ViPVO jsou čtyři stíhací letouny MiG-29, které zbyly z původních šestnácti strojů tohoto typu (ostatní byly zničeny při náletech a vzdušných bojích). Srbské letectvo operuje ze dvou hlavních leteckých základen v Lađevci-Kraljevo a ve městě Batajnica, kde jsou umístěny 98. letecká brigáda a 204. letecká brigáda.
Srbsko usiluje o navýšení obranných kapacit a pořízení ruských protiletadlových systémů dlouhého dosahu S-300 a šesti stíhacích letounů MiG-29M2, což je jedna z exportních variant letounu MiG-35 původně navržená pro Indické letectvo. Tyto letouny se vyznačují vyšším podílem kompozitních materiálů, moderní avionikou či systémem vektorování tahu. Další možností měla být modernizace a provoz starších srbských MiGů-21. V roce 2017 získalo Srbsko od Ruska darem 6 letounů MiG-29 vyřazených z výzbroje Vojenských vzdušných sil Ruské federace, které byly začátkem října na palubě letounu An-124 přepraveny na základnu Batajnica. Jeden kus byl do Ruska vrácen aby v leteckém opravárenském závodu č. 121 v Kubince podstoupil plánovanou revizní opravu po 7 letech provozu, ale představitelé srbských ozbrojených sil předpokládali, že v druhé polovině roku 2018 budou všechny nově dodané exempláře provozuschopné a zařazené do výcviku a držení hotovosti v rámci systému protivzdušné obrany. Revizemi po desetiletém provozu měly postupně procházet i dosavadní srbské MiGy-29, a bylo plánováno, že přibližně do dvou let bude 101. stíhací letka disponovat celkem 10 operačními stroji.
V únoru 2023 srbský prezident Aleksandar Vučić potvrdil, že země má zájem o modernizaci letecké výzbroje nákupem 8–12 strojů Dassault Rafale, vzhledem k problémům s provozem a údržbou letecké techniky ruského původu.

## Struktura
- Velitelství ViPVO, Zemun
  -  210. spojovací prapor
  -  333. ženijní prapor
  - Institut leteckého zdravotnictví
  - Letecký závod Moma Stanojlovic

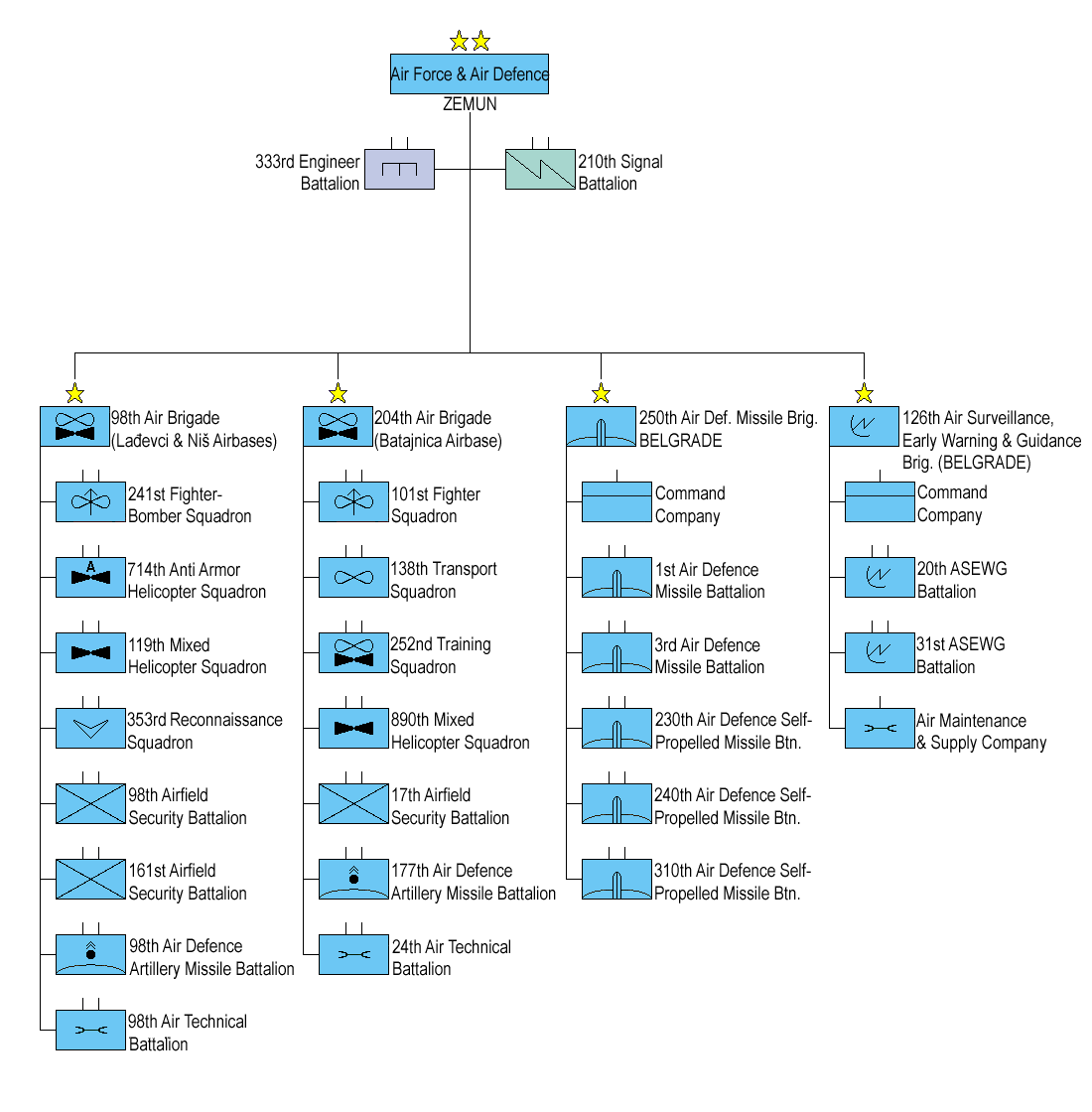
Struktura ViPVO

Letecký výsostný znak ViPVO

Znak "low visibility"

  - Sekce pro řízení letového provozu, ochranu a alokaci

- 204. letecká brigáda, letiště Batajnica
  -  101. stíhací letka
  -  252. cvičná letka
  -  138. transportní letka
  -  890. smíšená vrtulníková letka
  - 24. letecký technický prapor
  - 17. prapor ochrany letiště
  - 177. protiletadlový raketový prapor

- 98. letecká brigáda, letiště Lađevci a Niš
  -  241. stíhací-bombardovací letka
  -  714. protitanková vrtulníková letka
  -  119. smíšená vrtulníková letka
  - 98. protiletadlový raketový prapor
  - 98. prapor ochrany letiště
  - 161. prapor ochrany letiště
  - 98. letecký technický prapor

- 250. protiletadlová raketová brigáda, Banjica
  - velitelská rota
  - 1. protiletadlový raketový prapor
  - 2. protiletadlový raketový prapor
  - 230. samohybný protiletadlový raketový prapor
  - 240. samohybný protiletadlový raketový prapor
  - 310. samohybný protiletadlový raketový prapor

- 126. brigáda sledování, včasné výstrahy a řízení, Bělehrad
  - velitelská rota
  - 20. prapor
  - 31. prapor
  - rota letecké údržby a zásobování

## Letecká technika
Tabulka obsahuje přehled letecké techniky srbského letectva podle Flightglobal.com.

Q

Srbsko Srbsko 

| Letoun               | Obrázek        | Původ                  | Typ                                 | Verze               | Počet          | Poznámky                                                                        |
| Bojové letouny       | Bojové letouny | Bojové letouny         | Bojové letouny                      | Bojové letouny      | Bojové letouny | Bojové letouny                                                                  |
| -------------------- | -------------- | ---------------------- | ----------------------------------- | ------------------- | -------------- | ------------------------------------------------------------------------------- |
| MiG-29               |                | SSSR                   | stíhací letoun cvičně-bojový letoun | MiG-29B MiG-29UB    | 11 3           | Modernizovány v roce 2008, provozní životnost prodloužena o 700 letových hodin. |
| Soko J-22 Orao       |                | Jugoslávie             | stíhací bombardér                   |                     | 17             |                                                                                 |
| Víceúčelové letouny  |                |                        |                                     |                     |                |                                                                                 |
| Antonov An-26        |                | SSSR                   | transportní letoun                  | An-26               | 2              |                                                                                 |
| Piper PA-34 Seneca   |                | Spojené státy americké | kartografický letoun                | PA-34 V             | 1              |                                                                                 |
| Cvičné letouny       |                |                        |                                     |                     |                |                                                                                 |
| Soko G-4 Super Galeb |                | Jugoslávie             | cvičný/bitevní letoun               | N-62                | 23             | Plánovaná modernizace 15 strojů.                                                |
| Soko G-2 Galeb       |                | Jugoslávie             | cvičný/bitevní letoun               |                     | 1              |                                                                                 |
| Lasta 95             |                | Srbsko                 | cvičný letoun                       | V-54                | 14             | Objednáno 15 kusů.                                                              |
| Vrtulníky            |                |                        |                                     |                     |                |                                                                                 |
| Soko Gazelle         |                | Jugoslávie             | víceúčelový vrtulník                |                     | 30             |                                                                                 |
| Airbus H145M         |                | EU                     | víceúčelový vrtulník                |                     | 5              |                                                                                 |
| Mil Mi-8/Mi-17       |                | SSSR Rusko             | transportní vrtulník                | Mi-8T Mi-17 Mi-17V5 | 6 1 2          |                                                                                 |

## Protiletadlová výzbroj
| Protiletadlové systémy | Obrázek | Typ                             | původ   | Verze            | Ve službě |
| ---------------------- | ------- | ------------------------------- | ------- | ---------------- | --------- |
| 2K12 M2 KUB            |         | protiletadlový raketový komplet | SSSR    | Kub-M            | 3 oddíly  |
| S-125 Něva             |         | protiletadlový raketový komplet | SSSR    | Něva-M1T         | 2 oddíly  |
| 40mm kanón Bofors      |         | protiletadlový kanón            | Švédsko | Bofors 40mm L/70 | 131       |